# Bier in IJsland

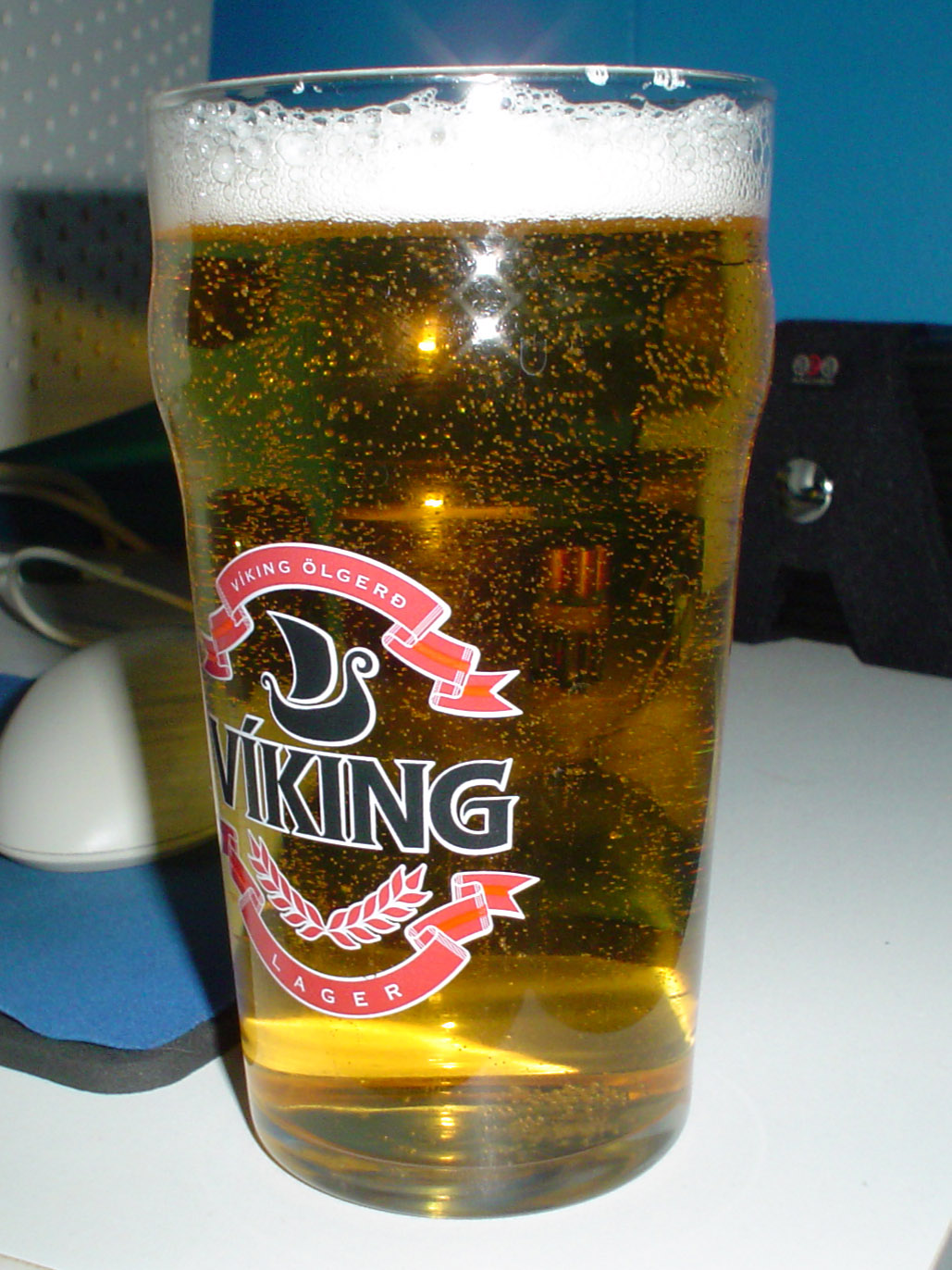
IJslands bier: Viking

De geschiedenis van bier in IJsland gaat ver terug. De Vikingen consumeerden in vroegere tijden veel bier en honingwijn. Bier werd vanaf 1915 verboden in IJsland en dit verbod werd pas opgeheven op 1 maart 1989.
 Vanaf dat jaar wordt jaarlijks op 1 maart Bjórdagur (bierdag) gevierd.
Zogenaamde lichte bieren (léttöl) met een maximum alcoholpercentage van 2,25% zijn te koop in supermarkten en restaurants. Alle andere (zwaardere) bieren zijn alleen te verkrijgen in bars en bij de staatsslijterij ÁTVR.

## Brouwerijen
De biermarkt wordt gedomineerd door twee grote brouwerijen:
- Ölgerðin Egill Skallagrímsson
- Víking Ölgerð (Vífilfell), eigendom van de Cobega Group, Spanje

Andere brouwerijen (niet-complete lijst):
- Ölvisholt Brugghús
- Borg Brugghús
- Gæðingur Brugghús
- Bruggsmiðjan
- Brugghús Reykjavíkur

## Bieren (niet compleet)
De twee belangrijkste bieren zijn:
- Viking
- Thule

Andere bieren:
- Gæðingur
- Skjálfti
- Móri
- Egils
- Fósturlandsins Freyja
- Litli-Jón
- Úlfur India Pale Ale
- Bjartur Blond bjór
- Íslenskur Úrvals
- Kaldi
- Gullfoss
- Jökull[4]